# Mike Fibbens
Michael Wenham Fibbens, detto Mike (Harlow, 31 maggio 1968), è un ex nuotatore britannico.
Specializzato nello stile libero ha partecipato a tre edizioni delle Olimpiadi a partire da Seoul 1988.
Alla Coppa del Mondo 1998 è risultato positivo alla benzoilecgonina (metabolita della cocaina). , che appare nella lista delle sostanze proibite della British Olympic Association; il nuotatore verrà quindi squalificato per le successive Olimpiadi.

## Palmarès
- Mondiali in vasca corta

Palma di Maiorca 1993: bronzo nella 4 × 100 m misti.
- Europei

Atene 1991: bronzo nei 50 m sl
Sheffield 1993: bronzo nella 4 × 100 m misti.
- Giochi del Commonwealth

Auckland 1990: bronzo nei 100 m sl.